# Condamine (Jura)
Condamine település Franciaországban, Jura megyében. Lakosainak száma 246 fő (2022. január 1.). Condamine Courlaoux, Savigny-en-Revermont és Trenal községekkel határos.

## Népesség
A település népességének változása:
| Lakosok száma | 146  | 155  | 178  | 219  | 271  | 271  | 272  | 260  | 254  | 246  |
|               | 1968 | 1982 | 1990 | 2006 | 2013 | 2015 | 2017 | 2019 | 2020 | 2022 |